# 漣痕

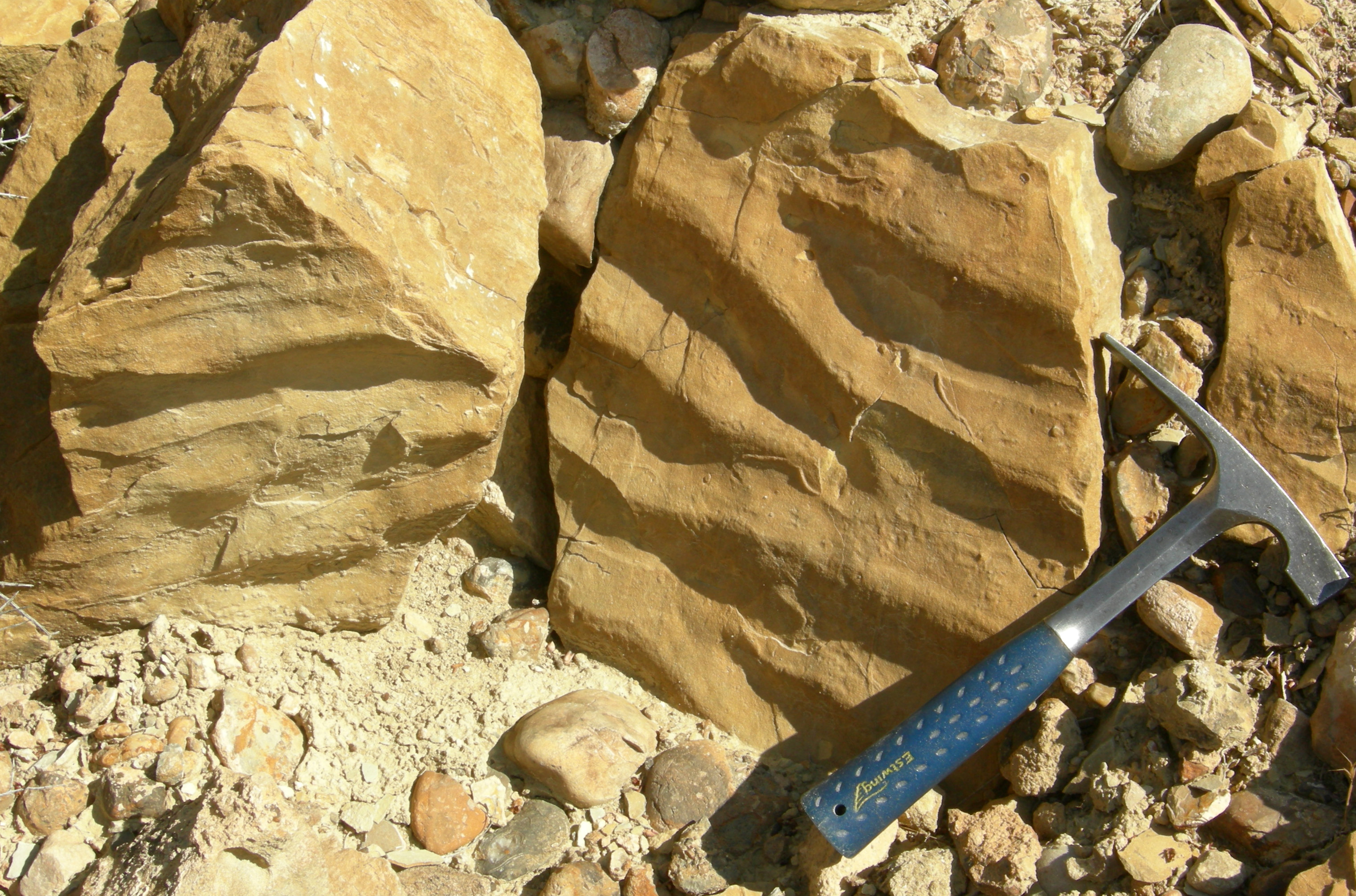
ユタ州南西部、カルメル累層（ジュラ系）のバイオスパーライト質石灰岩に記録されたリップルマーク。

漣痕（れんこん、ripple mark、リプルマークあるいはリップルマーク）とは、堆積層の表面を水や空気が流れることにより、周期的な波状の模様が作られた規則的な微地形のこと。地表（風雪地帯や砂丘等を含む）、河床、海底などに形成され、堆積物（堆積岩）に見られる漣痕により、当時の流れの方向を推定することができる。岩石の表面に刻まれた痕跡をリップルマークと呼ぶが、未固結な状態を含み総じてリップル（ripples）ともいう。

## 漣痕の形成
リップルの形状は水（流速）と空気（風速）によって支配される。上流側の砂等が削られて下流側に堆積する、侵食と堆積を繰り返すリップル（微地形）の移動方向に傾斜する葉理が形成される。上流から砂が供給されると原地形と斜交した葉理（リップル斜交葉理）が形成され、砂の供給量が多いと上流側の侵食は少なくなる。流れの種類、速さ、粒径などによる形状の差異が認められる。
水流などの常に一方向の流れによって形成される形状をカレントリップルという。流速によって上流から下流に向かう形状に特徴が現れ、流速の速い順から舌状、波曲状、直線状と呼ばれる。沿岸などの振動流によって形成される形状をウェーブリップルという。比較的尖った峰と緩い凹状の微地形が交互に繰り返す形状を呈し、凹状の中心から見た峰と峰間の対称性が良い特徴がある。
カレントリップルとウェーブリップルを定量的に識別する手法として峰と峰間の波長と凹状の波高の比率（波長/波高）から判定する手法をリップル指数という。形成条件からカレントリップルは、波高より波長が長く、逆にウェーブリップルは波高が高く形成される性質を利用したものだが、形状の観察力が重要視され、調査道具の進歩（カメラ等）により現在ではあまり用いられない。
一方向の流れと振動流の複合作用によって形成されるリップルを複合流リップルという。さらにリップルが水平方向に前進するとともに上方にも積み重なる形状をクライミングリップルといい、堆積物が多量に供給される条件下で発生し、一方向の流れ、振動流、複合流に関係なく形成される。

## 化石漣痕
化石漣痕とは、漣（さざなみ）の痕跡、いわゆる「波の化石」と表現されたりする漣痕（リップルマーク）のことである。海岸沿いの浅海で、海底に刻まれた波の痕が固結し、続成作用を経て地表に露出するのが一般的であるため、比較的粒度のそろった砂岩主体で構成されることになる。
発達した漣痕は連続するさざなみ模様（縞模様）が一面の岩盤にみられ景観性が良く、学術的にも貴重な資料であるため、天然記念物に指定されたものもある。ただし、漣痕は生物の存在を示す痕跡ではないため、厳密には化石という表現は正しくない。

## 天然記念物に指定された漣痕

### 国の天然記念物
- 犬吠埼の白亜紀浅海堆積物（千葉県）[2]
- 白浜の化石漣痕（和歌山県）
- 宍喰浦の化石漣痕（徳島県）
- 千尋岬の化石漣痕（高知県）

### 都道府県指定天然記念物
- 鳥屋漣痕化石層（福島県）
- 瀬林の漣痕（群馬県）
- 宇出津の漣痕（石川県）
- 千尋藻の蓮痕（長崎県）
- 福江椎木山の漣痕（長崎県）